# 노량: 죽음의 바다
《노량: 죽음의 바다》는 2023년 개봉한 대한민국의 영화로 김한민 감독의 《한산: 용의 출현》의 차기작이다. 이순신 3부작의 최종장이자 마지막 작품이다.

## 캐스팅

### 주요 인물
- 김윤석: 이순신 역 - 노량 대첩 당시 전라좌도 수군절도사 겸 삼도수군통제사.
- 백윤식: 시마즈 요시히로 역 - 본작의 메인 빌런이자 진 최종 보스[1]. 노량해전의 왜군 총대장. 사츠마군의 수장.
- 정재영: 진린 역 - 본작의 서브 주인공. 명 수군 도독.
- 허준호: 등자룡 역 - 본작의 서브 주인공. 명 수군 부도독.
- 김성규: 준사 역 - 본작의 서브 주인공. 이순신의 항왜 출신 부하.
- 이규형: 아리마 하루노부 역 - 본작의 서브 빌런 1
- 이무생: 고니시 유키나가 역 - 본작의 서브 빌런 2
- 최덕문: 송희립 역 - 이순신의 부관.
- 안보현: 이회 역
- 박명훈: 조쥬인 모리아쓰 역 - 본작의 서브 빌런 3
- 박훈: 이운룡 역
- 문정희: 방씨 부인 역

### 그 외
- 정기섭: 진잠 역
- 유성주: 심리 역
- 안성봉: 권준 역
- 안세호: 류형 역
- 이성욱: 입부 이순신 역
- 오누리: 막순이 역
- 주석태: 시마즈 토요히사 역 - 본작의 서브 빌런 4
- 최광제: 데라자와 히로타카 역 - 본작의 서브 빌런 5
- 최정태: 다치바나 무네시게 역 - 본작의 중간 보스
- 김중희: 오무라 요시아키 역
- 이동희: 오야노 다네모토 역
- 김준석: 오야노 다네하카루 역
- 배성우: 안위 역
- 송요셉: 이기남 역
- 정제우: 소 요시토시 역
- 송인휘: 이열 역
- 김범수: 휴우가 역

### 특별출연
- 박용우: 도요토미 히데요시 역
- 김민상: 도쿠가와 이에야스 역
- 김시우: 도요토미 히데요리 역
- 여진구: 이면 역
- 안성기: 어영담 역
- 공명: 이억기 역
- 김재영: 정운 역
- 이제훈: 광해군 역
- 배한성: 선조 역
- 남명렬: 윤두수 역
- 남경읍: 권율 역 - 쿠키영상에서만 등장한다.
- 박현욱: 우에스기 가게카쓰 역
- 강수호: 모리 데루모토 역
- 채원우: 우키타 히데이에 역
- 박웅선: 마에다 도시이에 역

## 참고 사항
- 이순신 3부작인 명량에서는 천만영화였지만, 한산: 용의 출현과 새로운 작품인 노량: 죽음의 바다는 천만영화가 아니다.
- 김윤석과 문정희는... 2018년도에 개봉한 영화 《암수살인》에 이어서... 6년만에 두번째로 의기투합하게 되는 작품의 계기가 되었다.

- 정재영, 허준호, 안성기는... 영화 《실미도》에 이어서 20년만에 다시 한번 더 의기투합하게 되는 작품의 계기가 되었다.

- 이순신 역할은 명량에서는 최민식, 한산: 용의 출현에서는 박해일, 이 작품에서는 김윤석이 연기한다.

- 준사 역으로 열연중이었던 오타니 료헤이었으나, 한산: 용의 출현과 이 작품에서는 김성규가 준사 역으로 교체 투입되었다.

- 일본군의 최종 보스로 연기하는 배우는 명량에서는 메인 빌런이자 최종 보스 구루시마 미치후사 역을 맡은 류승룡과 공동 최종 보스 와키자카 야스하루 역을 맡은 조진웅, 한산: 용의 출현에서는 메인 빌런이자 최종 보스 와키자카 야스하루 역을 맡은 변요한, 그리고 이 작품에서는 새로운 메인 빌런이자 진 최종 보스 시마즈 요시히로 역을 맡은 백윤식이 연기한다.

- 허준호는 넷플릭스 드라마 《사냥개들》 이후로 6개월 만에 재회하여 캐스팅 되었다.
- 김성규와 안성봉은 영화 《악인전》 이후로 4년 만에 재회하여 캐스팅 되었다.

- 김윤석과 최덕문은 영화 《도둑들》 이후로 2년 만에 재회하여 캐스팅 되었다.

- 유성주와 박용우는 영화 《유체이탈자》 이후로 2년 만에 재회하여 캐스팅 되었다.
- 유성주와 안세호는 영화 《서울의 봄》 이후로 1개월 만에 재회하여 캐스팅 되었다.

- 안세호와 최광제는 영화 《범죄도시3》 이후로 7개월 만에 재회하여 캐스팅 되었다.

- 남경읍은 KBS 2TV 일일 드라마 《우아한 제국》, KBS 2TV 주말 드라마 《효심이네 각자도생》 이후로 1년 만에 재회하여 캐스팅 되었다.

## 빌런 정보
| 이순신 3부작 최종 보스 | 이순신 3부작 최종 보스 | 이순신 3부작 최종 보스 |
| 명량                   | 한산: 용의 출현        | 노량: 죽음의 바다      |
| ---------------------- | ---------------------- | ---------------------- |
| 구루지마 미치후사      | 와키자카 야스하루      | 시마즈 요시히로        |

| 이순신 3부작 중간 보스 | 이순신 3부작 중간 보스 | 이순신 3부작 중간 보스 |
| 명량                   | 한산: 용의 출현        | 노량: 죽음의 바다      |
| ---------------------- | ---------------------- | ---------------------- |
| 하루                   | 마나베 사마노조        | 아리마 하루노부        |

| 이순신 3부작 서브 빌런       | 이순신 3부작 서브 빌런 | 이순신 3부작 서브 빌런           |
| 명량                         | 한산: 용의 출현        | 노량: 죽음의 바다                |
| ---------------------------- | ---------------------- | -------------------------------- |
| 도도 다카도라, 가토 요시아키 | 가토 요시아키          | 고니시 유키나가, 조쥬인 모리아쓰 |

## 수상 목록
- 2024년 제33회 부일영화상 미술/기술상 (정성진)